# Setkání po letech
Setkání po letech je studiové album Rudolfa Cortése, které vyšlo v roce 1971 jako LP.

## Seznam skladeb
1. "Setkáni po letech" (h: V. Hála /t: K. Hynek) -
2. "Na tu si počkám" (h: / t: ) -
3. "Váš dům šel spát" (h: Alfons Jindra / t: Vladimír Dvořák) -
4. "Ty chceš každého mít ráda (You Call Everybody darling) " (h: / t: )
5. "Pověst o zvonech (Serenade Of The Bells) " (h: / t: ) -
6. "Nedělní ráno" (h: / t: ) -
7. "Dobrou noc" (h: Zdeněk Petr / t: Vladimír Dvořák) -
8. "Ďáblovo stádo (Riders In The Sky)" (h: Stan Jones / t: Jiří Brdečka) -
9. "Do starých známých míst" (h: V. Hála / t: Zdeněk Borovec) -
10. "Prázdný kout" (h: Miloslav Ducháč / t: Jaroslav Moravec) -
11. "Hloupý Honza (Woody Woodpecker)" (h: / t: ) -
12. "Píseň o mušli" (h: / t: ) -
13. "Ranní písnička" (h: Miloslav Ducháč / t: Vladimír Dvořák ) -
14. "Na shledanou" (h: / t: ) -

## Další informace
- Vydal: Supraphon, 1971